# Browar Okocim
Browar Okocim S.A. (Brouwerij Okocim) is een van de grotere bierbrouwerijen van Polen, gevestigd in Brzesko en onderdeel van Carlsberg Polska.

## Geschiedenis

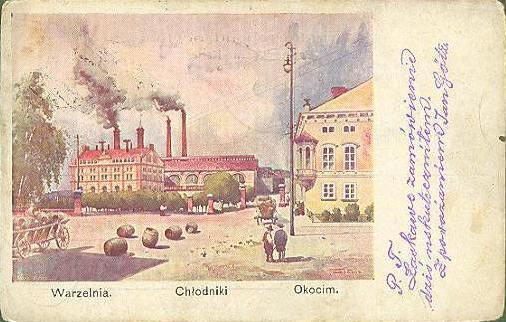
Brouwerij Okocim op een postkaart uit 1900

De brouwerij werd gesticht in 1845 door Johann Evangelist Götz (1815-1893), een Duitse brouwer uit Württemberg, Joseph Neumann uit Oostenrijk-Hongarije en een lokale Poolse edelman Julian Kodrębski. Op 23 februari 1846 werd het eerste bier gebrouwen. Na het overlijden van Neumann werd Götz de enige eigenaar en werd de brouwerij gemoderniseerd en uitgebreid met een mouterij in 1875. Na de dood van Johann Evangelist in 1893 werd de brouwerij verder gezet door zijn zoon Jan Albin Götz. Jan Albin breidde de familiezaak verder uit, trouwde een Poolse aristocrate, en veranderde zijn naam in Goetz-Okocimski.
Bij de aanvang van de twintigste eeuw was brouwerij Okocim de grootste brouwerij van het voormalige Pools-Litouwse Gemenebest en de zesde grootste brouwerij van de circa 1600 brouwerijen in het Habsburgse Rijk. In 1911 stond de brouwerij op de vijfde plaats met een jaarproductie van 380.000 hectoliter.
Tijdens de Tweede Poolse Republiek kwam de brouwerij in 1931 in handen van Antoni Jan Goetz, de zoon van Jan Albin. Na de Duitse invasie in 1939 vluchtte de familie Goetz het land uit en kwam de brouwerij in handen van de nazi’s. Na de Tweede Wereldoorlog werd de brouwerij genationaliseerd en gereorganiseerd onder de naam Okocimskie Zakłady Piwowarskie (Bierfabriek Okocim). Tijdens het communistisch regime waren brouwerij Okocim samen met Brouwerij Żywiec de enige brouwerijen die hun bieren mochten verkopen buiten de regio en in het buitenland.
Na de val van het communisme werd de brouwerij in 1990 opnieuw geprivatiseerd en maakt ze sinds 1996 deel uit van Carlsberg Polska.
Okocim is momenteel sponsor van de Poolse volleybalploeg. 

## Bieren
- Harnaś
- Książ
- O.K. Beer
- Okocim
- Piast
- Romper